# Hyperythra lutearia
Hyperythra lutearia là một loài bướm đêm trong họ Geometridae.